# Oryctanthus guianensis
Oryctanthus guianensis är en tvåhjärtbladig växtart som beskrevs av Kuijt. Oryctanthus guianensis ingår i släktet Oryctanthus och familjen Loranthaceae. Inga underarter finns listade i Catalogue of Life.